# Krampouz
Krampouz es una empresa de fabricación con sede en Bretaña, Francia y que desarrolla una amplia gama de equipamiento de cocina  comercial y residencial hecho en Francia.  Las principales líneas de productos: creperas, gofreras, placas de panini y planchas.

## Historia

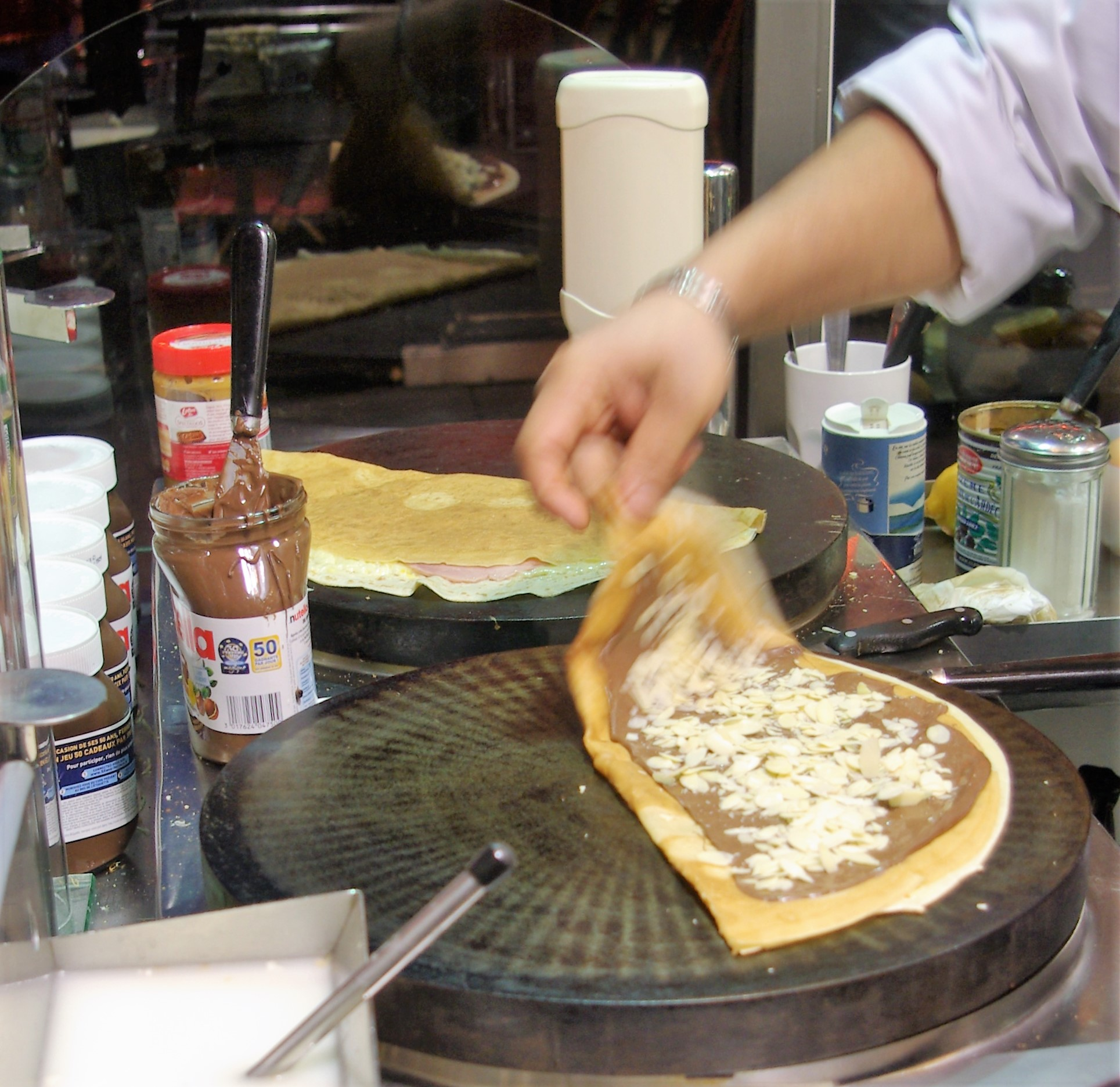
Crepera Krampouz en uso en una crepería en París.

Poco después de fabricar para un amigo una primera plancha de cocina experimental de hierro fundido para panqueques eléctrica en 1945, el electricista Jean-Marie Bosser decidió lanzar su propia empresa de fabricación de creperas.  Así nació Krampouz en 1949. La compañía primero desarrolló una gama completa de creperas eléctricas profesionales, por lo que se convirtió al instante - y desde entonces permaneció - como un líder mundial. Krampouz, más tarde introdujo creperas eléctricas domésticas. 

## Estado actual
Después de la adquisición a finales del siglo XX, de un fabricante de gofreras belga, Krampouz introducido una gama completa de gofreras de hierro fundido.  Esta línea de productos fue entonces rediseñado y llevada totalmente a un nuevo estándar a través de la innovación.  Las nuevas gofreras de Krampouz produjeron un gran avance en los mercados con la introducción de Sistema de Limpieza Fácil (Easy Clean System - patentado).  Esta innovación permite a los usuarios separar el hierro de la máquina para limpiar.  La compañía ha desarrollado productos nuevos Entonces, añadiendo máquinas de panini de fácil limpieza y carros a su gama de productos.  A mediados de la década de 2000, Krampouz añadió planchas llamadas "Planchas" a su gama residencial y comercial.  Serge Kergoat se convirtió en CEO en 2006 y Krampouz desarrolló una nueva estrategia centrada en aumentar su presencia en los mercados extranjeros. En 2013, la facturación de la empresa fue de 12,3 millones de euros, con una red de 200 distribuidores en 150 países.